# Gottlieb Welté
Pour les articles homonymes, voir Welte.

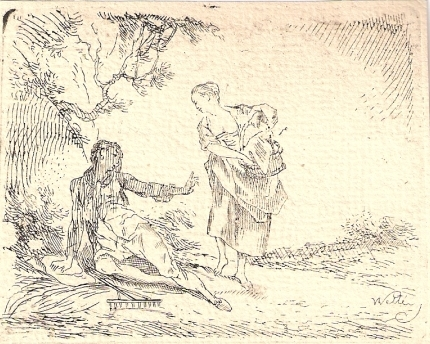
Eau-forte de Gottlieb Welté.

Gottlieb Welté est un peintre allemand né vers 1745-1749 à Mayence, mort le 17 décembre 1792 à Revel (aujourd'hui Tallinn), en Estonie.

## Biographie
Élève de son père, Anton Welté, peintre lui aussi, Gottlieb s'établit tout d'abord à Francfort-sur-le-Main, puis 1780 à Tallinn, où il décède.
Il est apprécié pour ses peintures et pastels montrant la vie quotidienne et la culture de l'Estonie.

## Œuvres
- Fresques au Lohu manor, région de Harju, Estonie.
- Décors au château d'Oberpahlen, Estonie

## Exposition
Une exposition monographique présentant 36 de ses œuvres est organisée à Tallinn, au Kadriorg Art Museum, fin 2007, début 2008 ; cette même exposition est également présentée en 2008 (mars-avril) au Musée du Land de Mayence. Un catalogue en estonien et en allemand accompagne cette rétrospective.